# HD36060
HD36060 — хімічно пекулярна зоря спектрального класу A4, що має видиму зоряну величину в смузі V приблизно  5,9.
Вона  розташована на відстані близько 310,0 світлових років від Сонця.